# مانترناخ
مانترناخ (به لوکزامبورگی: Manternach) یک شهرداری در استان گرونماخر کشور لوکزامبورگ است که ۲۷٫۶۷ کیلومترمربع مساحت دارد و جمعیت آن در سال ۲۰۰۹ میلادی ۱۶۳۷ نفر بوده‌است.